# Zamarada toulgoeti
Zamarada toulgoeti är en fjärilsart som beskrevs av Claude Herbulot 1979. Zamarada toulgoeti ingår i släktet Zamarada och familjen mätare. Inga underarter finns listade i Catalogue of Life.